# 東海大學附屬高級中等學校
財團法人東海大學附屬高級中等學校（簡稱東大附中）是位於臺中市的一所私立高級中學，附屬於東海大學體系之下，原為1958年創校的「臺中市私立懷恩初級中學」。

## 歷史
- 1958年東海大學成立之初，教職員子女求學不便，故欲成立附屬中學，但限於當時教育法令規定，私立大學無法設立附屬中學，12月27日另組董事會成立「臺中市私立懷恩初級中學」，由於東海大學為教會學校，教職員子弟亦多為基督徒，故命名為「懷恩」。
- 1985年5月7日因台灣九年國民義務教育後，依法改制為「臺中市私立懷恩國民中學」
- 2000年4月13日，增加高中部而改制為「臺中市私立懷恩高級中學」
- 2002年1月11日，原懷恩董事會解散，併入東海大學，遂再改制為「東海大學附屬高級中學」
- 2008年2月27日，通過教育部申請，改制為「東海大學附屬實驗高級中學」。
- 2010年，學生宿舍落成。
- 2011年，合併東大附小，分為中學部、小學部與幼兒園。
- 2017年8月1日，變更校名為「財團法人東海大學附屬高級中等學校」。

## 附屬幼兒園
最早於1956年於東大附小設立，當時主要為輔助及方便東海大學教職員子女鄰近就學而設立。2011年隨著東大附小併入附中，變更名為「東海大學附屬高級中等學校附設幼兒園」，全稱為「財團法人東海大學附屬高級中等學校附設臺中市幼兒園」。

## 歷任校長
| 姓名   | 任期                 |
| ------ | -------------------- |
| 徐蕙英 | 1958年－1960年       |
| 田振聲 | 1961年－1997年7月    |
| 溫水柳 | 1999年－2006年       |
| 張玉成 | 2006年－2010年8月    |
| 陳世佳 | 2010年9月－2011年8月 |
| 王麗君 | 2011年8月－2012年7月 |
| 陳世佳 | 2012年7月－2013年7月 |
| 鍾興能 | 2013年8月－現任      |

## 外部連結
- 東海大學附屬高級中等學校
- 東海大學附屬高級中等學校的Facebook專頁